# Muzułmański Trybunał Arbitrażowy
Muzułmański Trybunał Arbitrażowy (ang. Muslim Arbitration Tribunal) – forma alternatywnego rozwiązywania sporów posługująca się szariatem i operująca na mocy Arbitration Act 1996 w Wielkiej Brytanii oferowana muzułmanom. Trybunał nie posiada mocy wydawania prawnie wiążących decyzji takich jak wyroki sądowe, jedynie podejmuje decyzje dotyczące sporów, jeśli obie strony zgodzą się na taką formę rozwiązania sporu – nie może np. dawać rozwodów cywilnych, może natomiast oferować talaq, które jest akceptowane przez społeczeństwo muzułmańskie.
Trybunały te aktualnie funkcjonują w Londynie, Bradford, Manchesterze, Birmingham i Nuneaton.